# Copa Colsanitas Santander
Copa Sony Ericsson Colsanitas — професійний жіночий тенісний турнір, проводиться в Боготі, Колумбія під егідою WTA. Турнір розігрується з 1998 року. Проводиться на відкритих ґрунтових кортах. Генеральний спонсор турніру — Sony Ericsson.

## Усі фінали

### Одиночний розряд
| Рік                           | Чемпіон                                             | Фіналіст                                            | Рахунок                                             |
| ----------------------------- | --------------------------------------------------- | --------------------------------------------------- | --------------------------------------------------- |
| ↓ Турніри 4-ї категорії WTA ↓ |                                                     |                                                     |                                                     |
| 1998                          | Паола Суарес                                        | Соня Джеясілан                                      | 6–3, 6–4                                            |
| 1999                          | Фабіола Сулуага                                     | Хрістіна Пападакі                                   | 6–1, 6–3                                            |
| 2000                          | Патріція Вартуш                                     | Татьяна Гарбін                                      | 4–6, 6–1, 6–4                                       |
| ↓ Турніри WTA Tier III ↓      |                                                     |                                                     |                                                     |
| 2001                          | Паола Суарес (2)                                    | Ріта Куті-Кіш                                       | 6–2, 6–4                                            |
| 2002                          | Фабіола Сулуага (2)                                 | Катарина Среботнік                                  | 6–1, 6–4                                            |
| 2003                          | Фабіола Сулуага (3)                                 | Анабель Медіна Гаррігес                             | 6–3, 6–2                                            |
| 2004                          | Фабіола Сулуага (4)                                 | Марія Санчес Лоренсо                                | 3–6, 6–4, 6–2                                       |
| 2005                          | Флавія Пеннетта                                     | Лурдес Домінгес Ліно                                | 7–6(7–4), 6–4                                       |
| 2006                          | Лурдес Домінгес Ліно                                | Флавія Пеннетта                                     | 7–6(7–3), 6–4                                       |
| 2007                          | Роберта Вінчі                                       | Татьяна Гарбін                                      | 6–7(5–7), 6–4, 0–3 ret.                             |
| 2008                          | Нурія Льягостера Вівес                              | Марія Емілія Салерні                                | 6–0, 6–4                                            |
| ↓ Турніри WTA International ↓ |                                                     |                                                     |                                                     |
| 2009                          | Марія Хосе Мартінес Санчес                          | Хісела Дулко                                        | 6–3, 6–2                                            |
| 2010                          | Маріана Дуке-Маріньо                                | Анджелік Кербер                                     | 6–4, 6–3                                            |
| 2011                          | Лурдес Домінгес Ліно (2)                            | Матільда Йоганссон                                  | 2–6, 6–3, 6–2                                       |
| 2012                          | Лара Арруабаррена                                   | Олександра Панова                                   | 6–2, 7–5                                            |
| 2013                          | Єлена Янкович                                       | Паула Ормаечеа                                      | 6–1, 6–2                                            |
| 2014                          | Каролін Гарсія                                      | Єлена Янкович                                       | 6–3, 6–4                                            |
| 2015                          | Тельяна Перейра                                     | Ярослава Шведова                                    | 7–6(7–2), 6–1                                       |
| 2016                          | Ірина Фалконі                                       | Сільвія Солер Еспіноза                              | 6–2, 2–6, 6–4                                       |
| 2017                          | Франческа Ск'явоне                                  | Лара Арруабаррена                                   | 6–4, 7–5                                            |
| 2018                          | Анна Кароліна Шмідлова                              | Лара Арруабаррена                                   | 6–2, 6–4                                            |
| 2019                          | Аманда Анісімова                                    | Астра Шарма                                         | 4–6, 6–4, 6–1                                       |
| 2020                          | Не проводився через пандемію коронавірусної хвороби | Не проводився через пандемію коронавірусної хвороби | Не проводився через пандемію коронавірусної хвороби |
| 2021                          | Каміла Осоріо (1)                                   | Тамара Зіданшек                                     | 5–7, 6–3, 6–4                                       |
| 2022                          | Татьяна Марія                                       | Лаура Пігоссі                                       | 6–3, 4–6, 6–2                                       |
| 2023                          | Татьяна Марія (2)                                   | Пейтон Стернз                                       | 6–3, 2–6, 6–4                                       |
| 2024                          | Каміла Осоріо (2)                                   | Маріє Боузкова                                      | 6–3, 7–6(7–5)                                       |
| 2025                          | Каміла Осоріо (3)                                   | Катажина Кава                                       | 6–3, 6–3                                            |

### Парний розряд
| Рік  | Чемпіонки                                           | Фіналістки                                          | Рахунок                                             |
| ---- | --------------------------------------------------- | --------------------------------------------------- | --------------------------------------------------- |
| 1998 | Жанетта Гусарова Паола Суарес                       | Мелісса Маззотта Катерина Сисоєва                   | 3–6, 6–2, 6–3                                       |
| 1999 | Хрістіна Пападакі Седа Норландер                    | Лаура Монтальво Паола Суарес                        | 6–4, 7–6(7–5)                                       |
| 2000 | Лаура Монтальво Паола Суарес (2)                    | Ріта Куті-Кіш Петра Мандула                         | 6–4, 6–2                                            |
| 2001 | Татьяна Гарбін Жанетта Гусарова (2)                 | Лаура Монтальво Паола Суарес                        | 6–4, 2–6, 6–4                                       |
| 2002 | Вірхінія Руано Паскуаль Паола Суарес (3)            | Тіна Кріжан Катарина Среботнік                      | 6–2, 6–1                                            |
| 2003 | Катарина Среботнік Оса Свенссон                     | Тіна Кріжан Тетяна Перебийніс                       | 6–2, 6–4                                            |
| 2004 | Барбара Шварц Ясмін Вер                             | Анабель Медіна Гаррігес Аранча Парра Сантонха       | 6–1, 6–3                                            |
| 2005 | Еммануель Гальярді Тіна Писник                      | Любомира Курхайцова Барбора Стрицова                | 6–4, 6–3                                            |
| 2006 | Хісела Дулко Флавія Пеннетта                        | Агнеш Савай Ясмін Вер                               | 7–6(7–1), 6–1                                       |
| 2007 | Лурдес Домінгес Ліно Паола Суарес (4)               | Флавія Пеннетта Роберта Вінчі                       | 1–6, 6–3, [11–9]                                    |
| 2008 | Івета Бенешова Бетані Маттек-Сендс                  | Єлена Костанич-Тошич Мартіна Мюллер                 | 6–3, 6–3                                            |
| 2009 | Нурія Льягостера Вівес Марія Хосе Мартінес Санчес   | Хісела Дулко Флавія Пеннетта                        | 7–5, 3–6, [10–7]                                    |
| 2010 | Хісела Дулко (2) Едіна Галловіц                     | Ольга Савчук Анастасія Якімова                      | 6–2, 7–6(8–6)                                       |
| 2011 | Едіна Галловіц-Халл (2) Анабель Медіна Гаррігес     | Шерон Фічмен Лаура Поус Тіо                         | 2–6, 7–6(8–6), [11–9]                               |
| 2012 | Ева Бірнерова Олександра Панова                     | Менді Мінелла Штефані Феґеле                        | 6–2, 6–2                                            |
| 2013 | Тімеа Бабош Менді Мінелла                           | Ева Бірнерова Олександра Панова                     | 6–4, 6–3                                            |
| 2014 | Лара Арруабаррена Каролін Гарсія                    | Ваня Кінг Шанелль Схеперс                           | 7–6(7–5), 6–4                                       |
| 2015 | Паула Крістіна Гонсалвеш Беатріс Аддад Мая          | Ірина Фалконі Шелбі Роджерс                         | 6–3, 3–6, [10–6]                                    |
| 2016 | Лара Арруабаррена (2) Татьяна Марія                 | Габріела Се Андреа Гаміс                            | 6–2, 4–6, [10–8]                                    |
| 2017 | Беатріс Аддад Мая (2) Надія Подороська              | Вероніка Сепеде Ройг Магда Лінетт                   | 6–3, 7–6(7–4)                                       |
| 2018 | Даліла Якупович Ірина Хромачова                     | Маріана Дуке-Маріньо Надія Подороська               | 6–3, 6–4                                            |
| 2019 | Зо Гайвес Астра Шарма                               | Гейлі Картер Ена Сібахара                           | 6–1, 6–2                                            |
| 2020 | Не проводився через пандемію коронавірусної хвороби | Не проводився через пандемію коронавірусної хвороби | Не проводився через пандемію коронавірусної хвороби |
| 2021 | Еліксан Лекемія Інгрід Ніл                          | Міхаела Бузернеску Анна-Лена Фрідзам                | 6–3, 6–4                                            |
| 2022 | Астра Шарма (2) Aldila Sutjiadi                     | Еміна Бектас Тара Мур                               | 4–6, 6–4, [11–9]                                    |
| 2023 | Ірина Хромачова (2) Ірина Шиманович                 | Оксана Калашникова Катажина Пітер                   | 6–1, 3–6, [10–6]                                    |
| 2024 | Крістіна Букса Камілла Рахімова                     | Бондар Анна Ірина Хромачова                         | 7–6(7–5), 3–6, [10–8]                               |
| 2025 | Крістіна Букша Сара Соррібес Тормо                  | Ірина Бара Лаура Пігоссі                            | 5–7, 6–2, [10–5]                                    |